# Cyrillic Projector
Koordinaten: 35° 18′ 21,6″ N, 80° 43′ 46,2″ W
Der Cyrillic Projector ist eine Skulptur des amerikanischen Künstler Jim Sanborn aus dem Jahre 1993. Sie wurde 1997 von der University of North Carolina at Charlotte erworben und befindet sich seitdem auf dem Universitätscampus zwischen den Friday- und Fretwell-Gebäuden.
Die Skulptur gehört zu einer Werkgruppe aus drei Skulpturen Sanborns, die teilweise mit verschlüsselten Texten versehen sind. Die anderen beiden sind Kryptos und Antipodes. Die Kryptos-Skulptur auf dem Gelände des CIA-Hauptquartiers in Langley enthält einen Text, der auch auf der Skulptur Antipodes zu finden ist. Antipodes ist auf zwei Seiten beschriftet – eine Seite mit lateinischen und eine mit kyrillischen Buchstaben. Die lateinische Seite ähnelt Kryptos, während die kyrillische Seite dem Cyrillic Projector ähnelt.

## Beschreibung
Die Skulptur besteht aus einem etwa 2 m hohen Hohlzylinder aus Bronze, in dessen Außenwand ein verschlüsselter Text aus hauptsächlich kyrillischen Buchstaben ausgespart ist. Durch eine im Zylinder angebrachte Lichtquelle wird der Text nach außen projiziert.
Auf dem Boden vor der Skulptur ist eine erläuternde Bronzetafel mit folgender Inschrift angebracht:
Jim Sanborn

American, b. 1945

1997 The Cyrillic Projector

Bronze

The Cyrillic text is divided vertically into two halves.

One half contains an encoded text, and it refers to the

dangers of suppressing intellectual and artistic freedom.

The other half – „Vigenere's Tableaux“ –, is

the decoding text. The cylinder shape is inspired by

machines used for encryption.

Artworks for State Buildings Collection

## Entschlüsselung
Der russische Text des Cyrillic Projector wurde erstmals im Juli 2003 von Frank Corr entschlüsselt, gefolgt von einer zweiten Entschlüsselung durch Mike Bales im September desselben Jahres. Beide Ergebnisse waren in russischer Sprache. Die erste englische Übersetzung des Textes wurde von Elonka Dunin erstellt.
Die Skulptur enthält zwei Botschaften. Die erste ist ein Text über den Einsatz psychologischer Kontrolle zur Entwicklung und Aufrechterhaltung potenzieller Informationsquellen. Die zweite ist ein Teilzitat über den sowjetischen Dissidenten und Friedensnobelpreisträger Andrei Sacharow. Der Text stammt aus einer geheimen KGB-Notiz, in der die Sorge geäußert wird, dass Sacharows Bericht auf der Pugwash-Konferenz von 1982 von den USA zu anti-sowjetischer Propaganda genutzt werden könnte.